# Turnen op de Olympische Zomerspelen 1936
Turnen is een van de sporten die beoefend werden tijdens de Olympische Zomerspelen 1936 in Berlijn.

## Heren

### team
| rang   | sporter(s) | land | punten  |
| ------ | --- | ---- | ------- |
| Goud   | Alfred Schwarzmann Konrad Frey Matthias Volz Willi Stadel Franz Beckert Walter Steffens Innozenz Stangl Ernst Winter                      | GER  | 657.430 |
| Zilver | Eugen Mack Michael Reusch Eduard Steinemann Walter Bach Albert Bachmann Georges Miez Josef Walter Walter Beck                             | SUI  | 654.802 |
| Brons  | Martti Uosikkinen Heikki Savolainen Mauri Nyberg-Noroma Aleksanteri Saarvala Esa Seeste Veikko Pakarinen Einari Teräsvirta Eino Tukiainen | FIN  | 638.468 |
| 4      | Alois Hudec Jaroslav Kollinger Jan Sládek Jan Gajdoš Vratislav Petráček Jindřich Tintěra Emanuel Löffler Bohumil Povejšil                 | TCH  | 625.763 |
| 5      | Savino Guglielmetti Oreste Capuzzo Egidio Armelloni Danilo Fioravanti Franco Tognini Nicolo Tronci Otello Ternelli Romeo Neri             | ITA  | 615.133 |
| 6      | Konrad Gralc Josip Primožič Leon Štukelj Miroslav Forte Jože Vadnov Janez Pristov Dimitrije Merzlikin Boris Gregorka                      | YUG  | 598.366 |
| 7      | István Pelle Lajos Tóth Miklós Péter Gábor Kecskeméti István Sárkány József Sarlós József Hegedüs Győző Mogyoróssy                        | HUN  | 591.930 |
| 8      | Armand Walter Armand Solbach Lucien Masset Robert Herold Antoine Schildwein Maurice Rousseau Paul Masino Jean Aubry                       | FRA  | 580.265 |

### individuele meerkamp
| rang   | sporter(s)         | land | punten  |
| ------ | ------------------ | ---- | ------- |
| Goud   | Alfred Schwarzmann | GER  | 113.100 |
| Zilver | Eugen Mack         | SUI  | 112.334 |
| Brons  | Konrad Frey        | GER  | 111.532 |
| 4      | Alois Hudec        | TCH  | 111.799 |
| 5      | Martti Uosikkinen  | FIN  | 110.700 |
| 5      | Michael Reusch     | SUI  | 110.700 |
| 7      | Matthias Volz      | GER  | 110.099 |
| 8      | Willi Stadel       | GER  | 108.999 |

### vloer
| rang   | sporter(s)        | land | punten |
| ------ | ----------------- | ---- | ------ |
| Goud   | Georges Miez      | SUI  | 18.666 |
| Zilver | Josef Walter      | SUI  | 18.500 |
| Brons  | Konrad Frey       | GER  | 18.466 |
| Brons  | Eugen Mack        | SUI  | 18.466 |
| 5      | Matthias Volz     | GER  | 18.366 |
| 6      | Willi Stadel      | GER  | 18.300 |
| 6      | Walter Steffens   | GER  | 18.300 |
| 8      | Martti Uosikkinen | FIN  | 18.267 |

### paard voltige
| rang   | sporter(s)         | land | punten |
| ------ | ------------------ | ---- | ------ |
| Goud   | Konrad Frey        | GER  | 19.333 |
| Zilver | Eugen Mack         | SUI  | 19.167 |
| Brons  | Albert Bachmann    | SUI  | 19.067 |
| 4      | Martti Uosikkinen  | FIN  | 19.066 |
| 5      | Walter Steffens    | GER  | 19.033 |
| 5      | Walter Bach        | SUI  | 19.033 |
| 7      | Michael Reusch     | SUI  | 19.000 |
| 7      | Alfred Schwarzmann | GER  | 19.000 |

### ringen
| rang   | sporter(s)         | land | punten |
| ------ | ------------------ | ---- | ------ |
| Goud   | Alois Hudec        | TCH  | 19.433 |
| Zilver | Leon Štukelj       | YUG  | 18.867 |
| Brons  | Matthias Volz      | GER  | 18.667 |
| 4      | Alfred Schwarzmann | GER  | 18.534 |
| 5      | Franz Beckert      | GER  | 18.533 |
| 6      | Michael Reusch     | SUI  | 18.434 |
| 7      | Jaroslav Kollinger | TCH  | 18.433 |
| 8      | Heikki Savolainen  | FIN  | 18.400 |

### sprong
| rang   | sporter(s)         | land | punten |
| ------ | ------------------ | ---- | ------ |
| Goud   | Alfred Schwarzmann | GER  | 19.200 |
| Zilver | Eugen Mack         | SUI  | 18.967 |
| Brons  | Matthias Volz      | GER  | 18.467 |
| 4      | Walter Bach        | SUI  | 18.400 |
| 5      | Walter Beck        | SUI  | 18.367 |
| 6      | Martti Uosikkinen  | FIN  | 18.300 |
| 7      | Michael Reusch     | SUI  | 18.266 |
| 8      | Georges Miez       | SUI  | 18.234 |
| 8      | Josef Walter       | SUI  | 18.234 |

### brug
| rang   | sporter(s)         | land | punten |
| ------ | ------------------ | ---- | ------ |
| Goud   | Konrad Frey        | GER  | 19.067 |
| Zilver | Michael Reusch     | SUI  | 19.034 |
| Brons  | Alfred Schwarzmann | GER  | 18.967 |
| 4      | Alois Hudec        | TCH  | 18.966 |
| 5      | Eugen Mack         | SUI  | 18.834 |
| 6      | Walter Bach        | SUI  | 18.733 |
| 7      | Heikki Savolainen  | FIN  | 18.633 |
| 8      | Eduard Steinemann  | SUI  | 18.500 |

### rekstok
| rang   | sporter(s)           | land | punten |
| ------ | -------------------- | ---- | ------ |
| Goud   | Aleksanteri Saarvala | FIN  | 19.367 |
| Zilver | Konrad Frey          | GER  | 19.267 |
| Brons  | Alfred Schwarzmann   | GER  | 19.233 |
| 4      | Innozenz Stangl      | GER  | 19.167 |
| 5      | Heikki Savolainen    | FIN  | 19.133 |
| 6      | Veikko Pakarinen     | FIN  | 19.067 |
| 7      | Martti Uosikkinen    | FIN  | 19.000 |
| 8      | Walter Steffens      | GER  | 18.966 |

## Dames

### team
| rang   | sporter(s) | land | punten  |
| ------ | --- | ---- | ------- |
| Goud   | Trudi Meyer Erna Bürger Käthe Sohnemann Isolde Frölian Anita Bärwirth Paula Pöhlsen Friedl Iby Julie Schmitt                           | GER  | 506.50  |
| Zilver | Vlasta Foltová Vlasta Děkanová Zdeňka Veřmiřovská Matylda Palfyová Anna Hřebřinová Božena Dobešová Marie Větrovská Marie Bajerová      | TCH  | 503.60  |
| Brons  | Margit Csillik Judit Tóth Margit Nagy Gabriella Mészáros Eszter Voit Olga Tőrös Ilona Madary Margit Kalocsai                           | HUN  | 638.468 |
| 4      | Dušica Radivojevič Lidija Rupnik Olga Rajkovič Marta Pustišek Dragana Djordjevič Angelina Kopurenko Katarina Hribar Maja Veršec        | YUG  | 485.60  |
| 5      | Consetta Caruccio Jennie Caputo Irma Haubold Margaret Duff Ada Lunardoni Adelaide Meyer Mary Wright Marie Kibler                       | USA  | 471.60  |
| 6      | Klara Sierońska Maria Majowska Matylda Ossadnik Wisława Noskiewicz Janina Skirlińska Alina Cichecka Julia Wojciechowska Stefania Krupa | POL  | 470.30  |
| 7      | Ebore Canella Clara Bimbocci Elda Cividino Carmela Toso Giuseppina Cipriotto Anna Avanzini Vittoria Avanzini Gianna Guaita             | ITA  | 442.05  |
| 8      | Mary Heaton Mary Kelly Lilian Ridgewell Doris Blake Brenda Crowe Clarice Hanson Marion Wharton Edna Gross                              | GBR  | 408.30  |

## Medaillespiegel
| rang   | land              | goud | zilver | brons | totaal |
| ------ | ----------------- | ---- | ------ | ----- | ------ |
| 1      | Duitsland         | 6    | 1      | 6     | 13     |
| 2      | Zwitserland       | 1    | 6      | 2     | 9      |
| 3      | Tsjecho-Slowakije | 1    | 1      | 0     | 2      |
| 4      | Finland           | 1    | 0      | 1     | 2      |
| 5      | Joegoslavië       | 0    | 1      | 0     | 1      |
| 6      | Hongarije         | 0    | 0      | 1     | 1      |
| totaal | totaal            | 9    | 9      | 10    | 28     |